# Zhang Yang (réalisateur)
Pour les articles homonymes, voir Zhang Yang (général), Zhang et Yáng (扬).
Dans ce nom, le nom de famille, Zhang, précède le nom personnel.
Zhang Yang (chinois: 张扬; pinyin: Zhāng Yáng) est un réalisateur chinois né en 1967, fils du réalisateur Zhang Huaxun.

## Biographie
Zhang a grandi à Pékin, et étudié jusqu'en 1988 à l'Université Zhongshan (ou Université Sun Yat-sen) dans le Guangdong où il a obtenu son diplôme en littérature chinoise, puis à l'Académie Centrale de Théâtre (中央戏剧学院) où il a été diplômé en 1992.
Zhang Yang réalise des films très réalistes, et est reconnu depuis son film de 1999 Shower (洗澡 Xizao), à la fois en Chine et dans les festivals de film internationaux. Son deuxième grand succès suivit en 2001 : Quitting.

## Filmographie
- 1997 : Spicy Love Soup (Aiqing mala tang)
- 1999 : Shower (洗澡, Xizao)
- 2001 : Quitting (Zuotian)
- 2002 : Spring Subway (开往春天的地铁, Kāi wǎng chūntiān de dìtiě)
- 2005 : Sunflower (Xiang ri kui)
- 2007 : Getting Home (Luo ye gui gen)
- 2010 : Driverless
- 2012 : Full Circle
- 2015 : Paths of the Soul
- 2016 : Soul on a String
- 2018 : Up the Mountain (documentaire)
- 2019 : The Sound of Da Li  (documentaire)

## Prix
- Festival de Saint-Sébastien 2005 : : Coquille  d'Argent du meilleur réalisateur pour Sunflower